# Pàdua (métro de Barcelone)
Pàdua est une station de la ligne 7 du métro de Barcelone.

## Situation sur le réseau
La station se situe sous la rue de Balmes (Carrer de Balmes), sur le territoire de la commune de Barcelone, dans le district de Sarrià-Sant Gervasi. Elle s'intercale entre les stations El Putxet et Plaça Molina de la ligne Barcelone - Vallès des Chemins de fer de la généralité de Catalogne (FGC).

## Histoire
La gare ouvre au public en 1954, à l'occasion du prolongement de la ligne Barcelone - Vallès depuis Gràcia vers Avinguda Tibidabo.

## Services aux voyageurs

### Accès et accueil
La station dispose de deux voies et deux quais latéraux.